# Mosquée Sancaktar Hayrettin

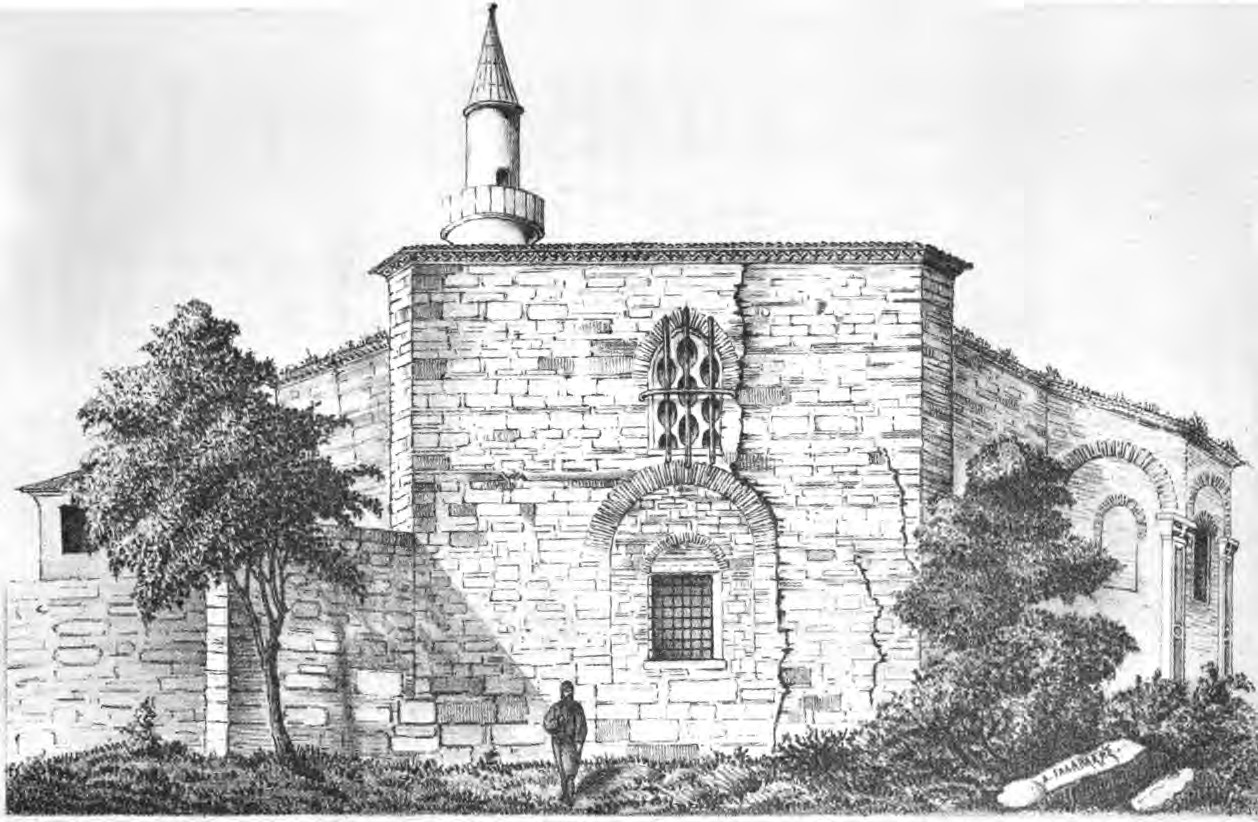
La mosquée telle qu’elle apparaissait dans les années 1870.

La mosquée Sancaktar Hayrettin (en turc : Sancaktar Hayrettin Câmî [mosquée] ou Sancaktar Hayrettin Mescidi [petite mosquée]) est le seul édifice subsistant  du complexe d’un ancien monastère orthodoxe byzantin converti en mosquée par les Ottomans. On croit que ce petit édifice faisait partie du monastère Ta Gastria (en grec : Μονῆ τῶν Γαστρίων, Monē tōn Gastríōn; litt : monastère des vases ou des pots). L’édifice est un exemple mineur d’architecture paléologienne, mais a une valeur historique importante.

## Emplacement
L’édifice est situé dans le quartier de Samatya dépendant du district historique de Fatih, une courte distance au nord de l’église arménienne Saint-Georges (Soulou Monastir) située là où était l’église byzantine de Sainte-Marie Peribleptos. Elle se trouve à quelque cinq cents mètres au nord-est de la station Kocamustafapaşa sur la ligne du métro régional entre Sirkeci et Halkalı.

## Histoire

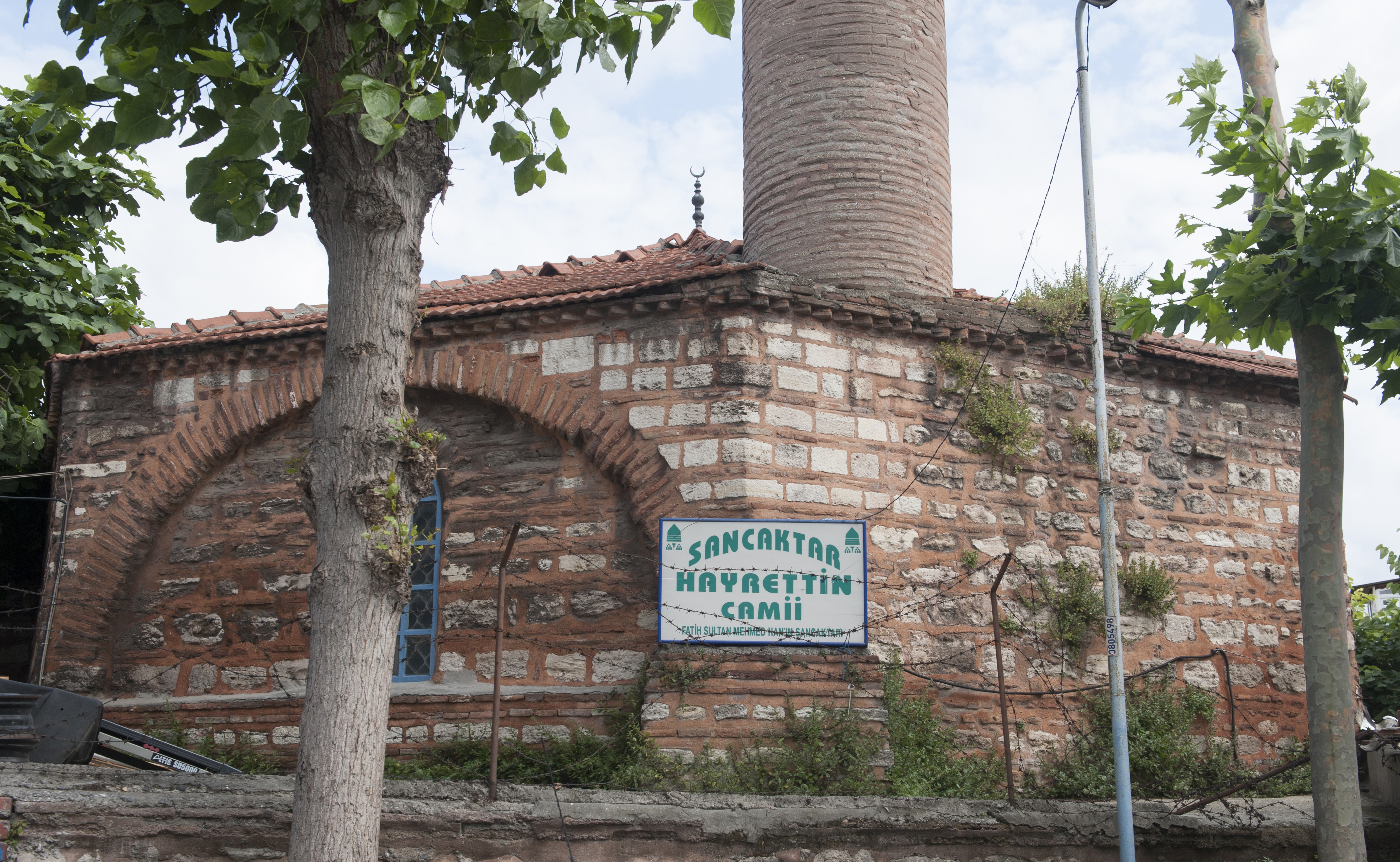
La mosquée telle qu’elle apparaît aujourd’hui.

L’origine de cet édifice situé sur la pente sud de la septième colline de Constantinople donnant sur la mer de Marmara est incertaine. Selon une tradition, la mère de Constantin Ier, Hélène, à son retour de Terre sainte en 325 après la découverte de la Sainte Croix serait entrée dans la ville par le port tou Psomatheou et après avoir fondé un couvent à cet endroit, aurait décoré son jardin de pots (ta gastria) d’arbustes odoriférants rapportés de son pèlerinage,. Comme aucun couvent ne fut bâti à Constantinople avant la fin du même siècle, cette tradition (qui a l’avantage d’expliquer l’origine du nom) ne peut être retenue.
Selon des historiens écrivant plus d’un siècle après les évènements, la fondation de ce couvent serait due soit à  Euphrosyne, épouse de Michel II l’Amorien (Léon le Grammairien) ou à Theoktista, mère de Théodora épouse de Théophile (Zonaras). Toutes deux tissèrent des liens étroits avec cette maison, la première parce qu’elle y prit le voile (Théophane continuatus), la deuxième parce qu’elle résida dans le voisinage ayant acheté une maison du patrice Niketas(Théophane continuatus).  Les deux femmes devaient jouer un rôle de premier-plan dans la restauration des icônes, à la fin de la période iconoclaste de l’Empire byzantin. Alors même que Théophile, empereur iconoclaste, était au pouvoir, Euphrosyne retirée au monastère apprenait aux petites-filles de l’empereur à vénérer les images saintes lors de leurs visites. L’ayant appris, l’empereur, furieux, interdit à celles-ci de rendre visite à leur grand-mère. Après la mort de Théophile, Théodora devint régente et ce fut durant cette régence que fut rétabli le culte des images . Las de cette régence qui se poursuivait après qu’il eut atteint l’âge légal de sa majorité, Michel III fit mettre un terme à celle-ci avec l’aide de Bardas, le frère de Théodora. Cette dernière tenta de résister, conservant pendant deux ans ses appartements dans le palais. Pendant ce temps, l’empereur tenta de persuader le patriarche Ignace de tonsurer Théodora pour l’envoyer dans un couvent, ce à quoi le patriarche se refusa, ce qui provoqua sa déposition l’année suivante. Michel parvint toutefois à expulser ses quatre sœurs dont trois furent envoyées dans un couvent appelé Karianos alors que la plus jeune, Pulchérie,  qui dit-on était la préférée de sa mère, était envoyée au couvent de Ta Gastria.  Finalement, elle se résolut à quitter le palais après que Bardas eut fait assassiner son ancien favori, Théoktistos, et alla rejoindre Pulchérie à Ta Gastria. Elle devait y rester cinq ans jusqu’à la victoire de son frère, le général Pétronias sur l’émir de Mélitène, à la suite de quoi le confinement des membres de la famille impériale semble avoir été allégé; Théodora put quitter le couvent, reprendre sa position à la cour, incluant son titre d’augusta comme semble le confirmer une lettre que lui adressa en novembre 866 le pape Nicolas Ier (r. 858 – 867),. Selon Constantin VII Porphyrogénète, écrivant quelques décennies plus tard, l’église du couvent servit de mausolée pour les membres de la famille de Théodora. Outre celle-ci, on y trouvait les tombes de sa mère Théoktista, de son frère Pétronas, de trois de ses filles, d’Irène fille de son frère Bardas ainsi que d’un petit coffre contenant la mâchoire inférieure de celui-ci .
La dernière mention que nous avons de Ta Gastria avant la conquête vient d’un pèlerin russe qui visita Constantinople dans la deuxième moitié du XVe siècle. Il mentionne un couvent situé près de la Corne d’Or où les reliques de sainte Euphémie et de sainte Eudocie étaient vénérées; il pourrait bien s’agir du couvent de Ta Gastria. 
Peu de temps après la chute de Constantinople, Hayrettin Effendi, sancaktar (porte-étendard) du sultan Mehmet II convertit l’édifice en un mescit (oratoire) où il fut enterré . Le grand tremblement de terre de 1894 qui eut son épicentre sous la mer de Marmara détruisit partiellement la mosquée qui fut restaurée de 1973 à 1976 .

## Architecture

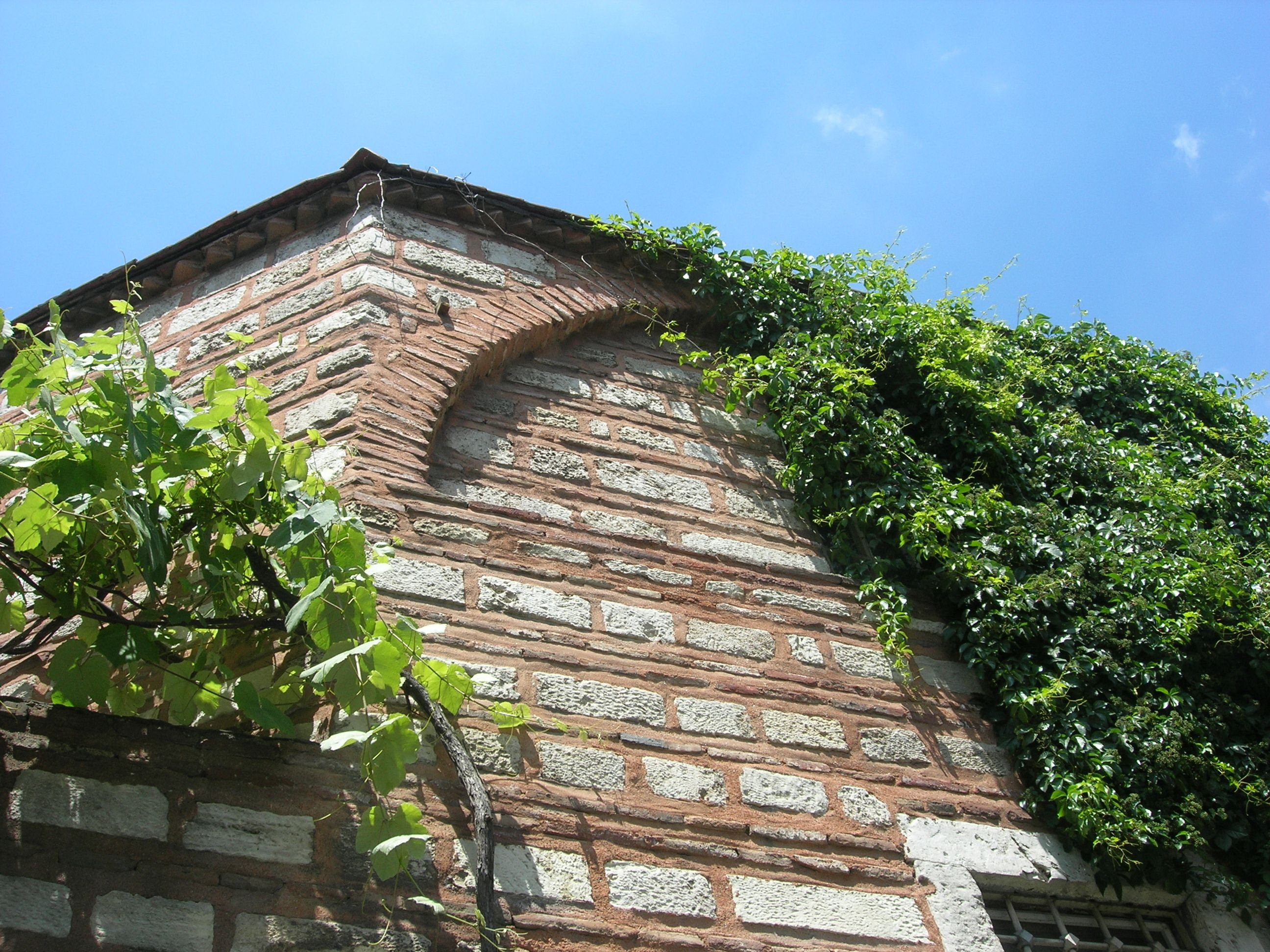
Le mur sud-est montrant la composition ornementale brique et mortier.

La petite dimension de l’édifice qui subsiste ne permet pas de l’identifier à l’église d’un couvent. Il s’agit plutôt d’un martyrion (chapelle funéraire) ou d’un mausolée que l’on peut dater de la période Paléologue (XIVe siècle). L’édifice a la forme d’un octogone irrégulier dont l’intérieur est en croix grecque avec une abside dans le bras Est. Une arche de grande taille sur chaque côté monte jusqu’à la corniche, offrant une grande ressemblance avec un autre bâtiment byzantin connu sous le nom de Sheik Suleiman Mesjedi, près du Pantocrator. Le dôme originel s’est écroulé. L’entrée est située dans l’arche Ouest; les arches Nord, Sud et Ouest sont percées de fenêtres qui projettent la lumière dans les bras de la croix intérieure.  La maçonnerie est faite de rangs alternés de briques et de pierres de taille donnant à l’extérieur un aspect polychrome typique de la période Paléologue,. Les restes des murs subsistant sur les côtés nord-ouest et sud avant la restauration indiquent que cet édifice n’était pas une structure indépendante, mais qu’elle était reliée à d’autres édifices. Un minaret a été ajouté lors de la restauration de l’édifice.

## Extérieur et intérieur

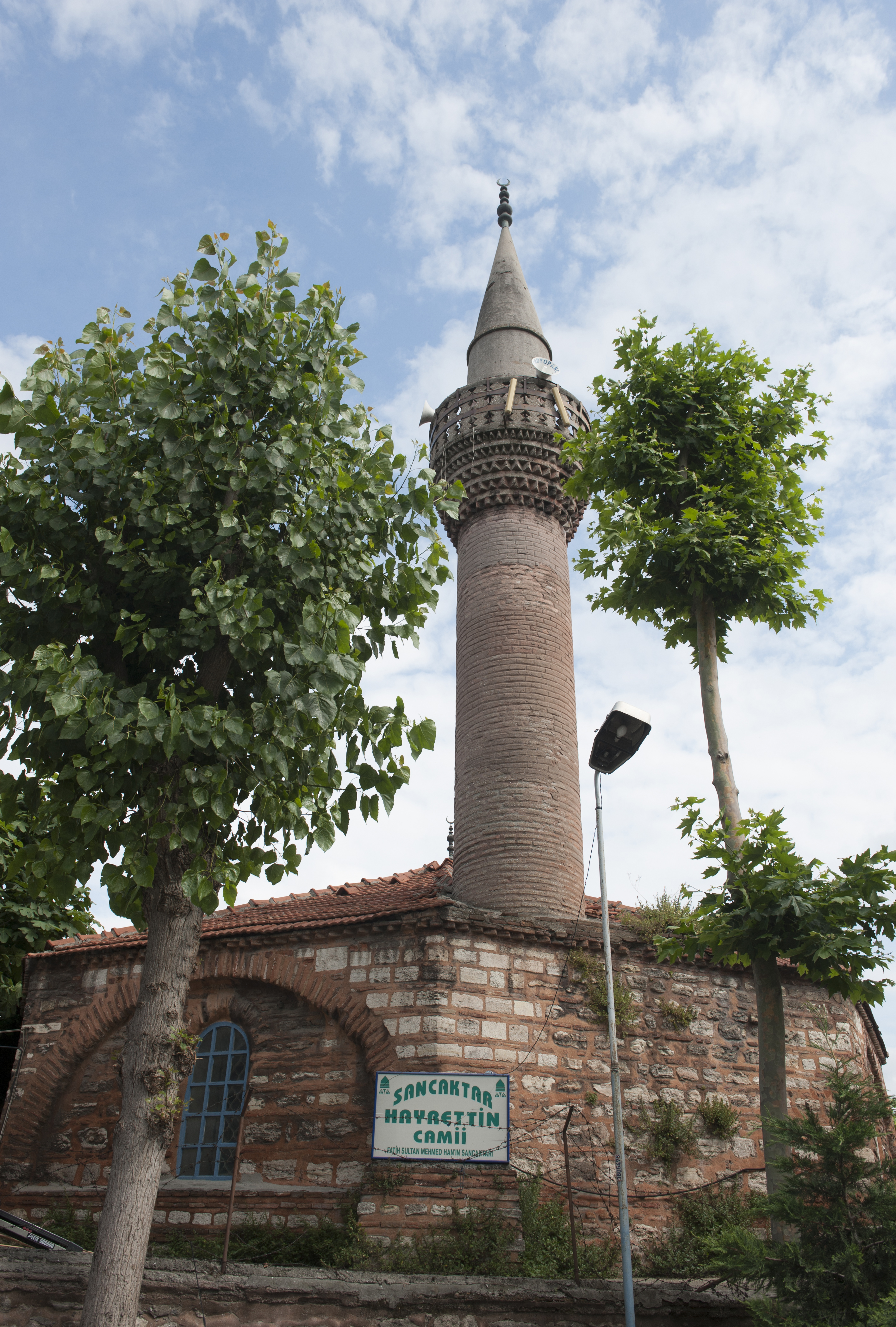
Le minaret
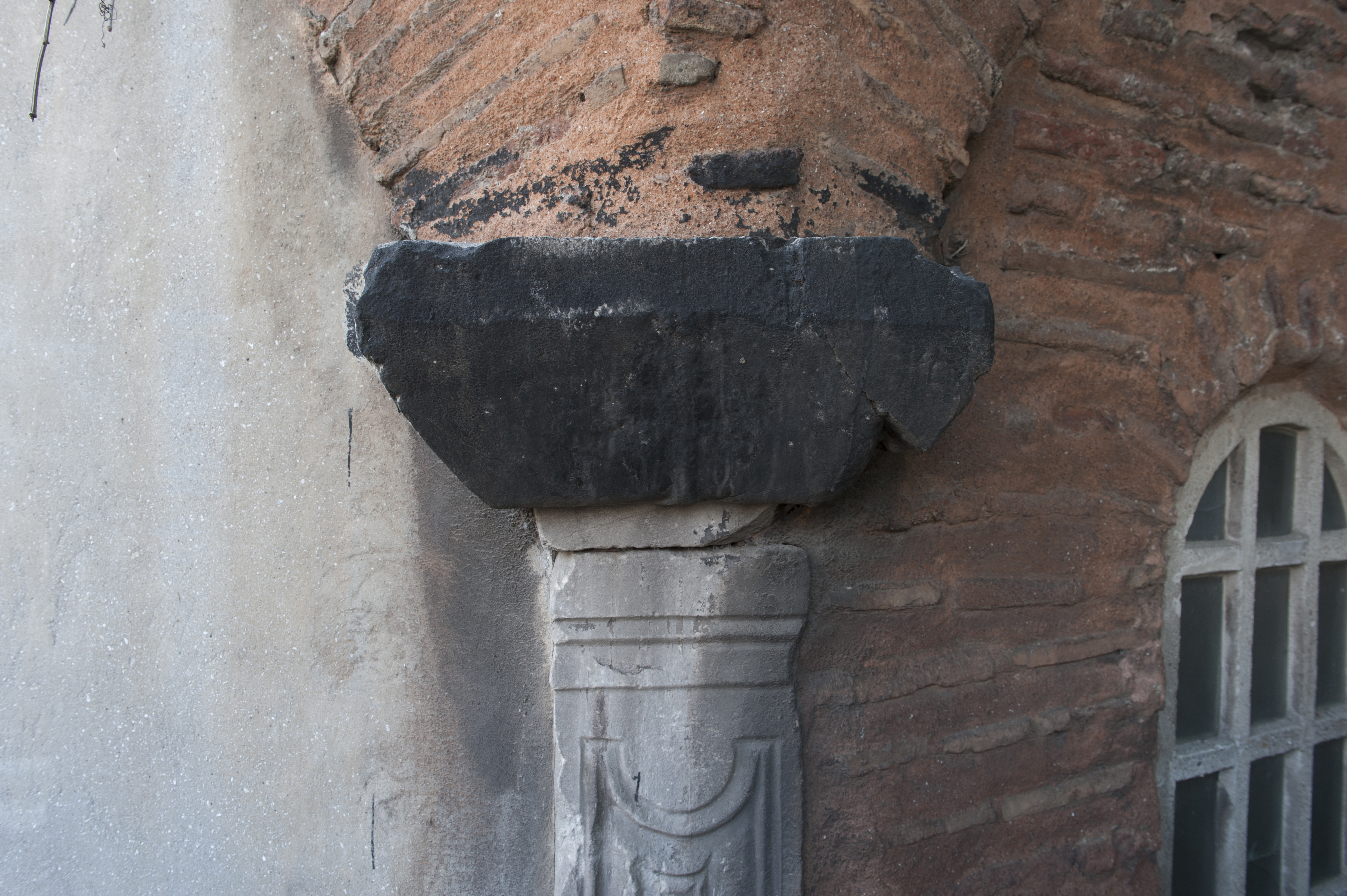
Une colonne de la mosquée
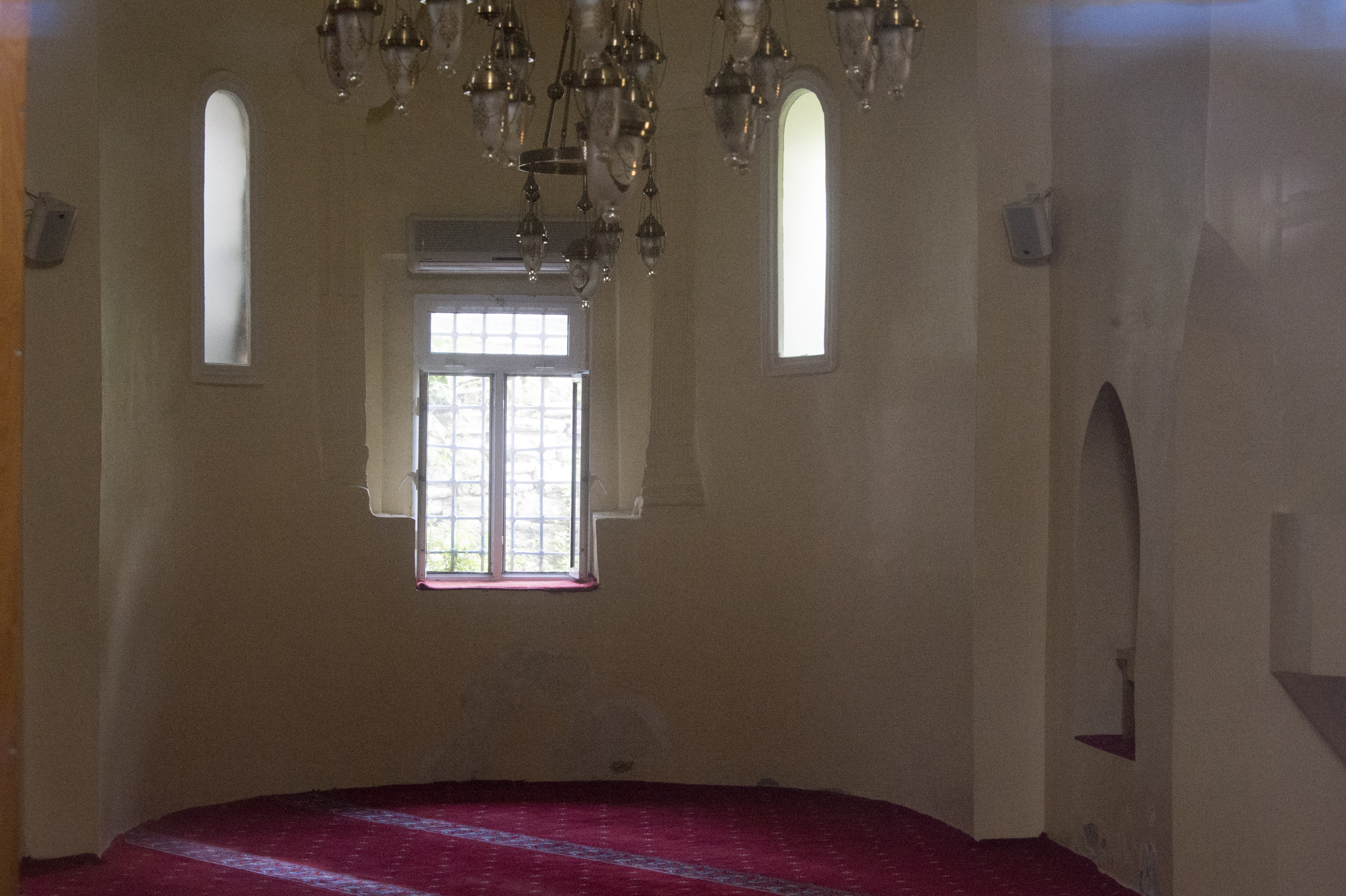
Intérieur